# تورد
التورد أو البَيغ أو الثَجّ هو حالة يشيع فيها الدم في الوجه وقد توصف على أنها احمرار عابر في منطقتي الوجه والعنق وهي تحدث بسبب توسع في الأوعية الدموية السطحية.